# Artaschat
Artaschat (armenisch Արտաշատ) ist die Hauptstadt der zentralarmenischen Provinz Ararat gut 20 Kilometer südlich der Landeshauptstadt Jerewan, die als Handelsplatz inmitten der intensiv landwirtschaftlich genutzten Araratebene von Bedeutung ist. Der Name der um 1828 gegründeten Stadt ist von der antiken Hauptstadt Artaschat oder Artaxata abgeleitet, derer Ruinen sich acht Kilometer südlich beim Kloster Chor Virap befinden.

## Lage
Artaschat liegt auf 831 Metern Höhe in der alluvialen Talebene des Aras, dem Grenzfluss zur Türkei. Unmittelbar jenseits der Grenze erhebt sich der 5137 Meter hohe Ararat, von dem die Provinz und die von Bewässerungskanälen durchzogene Ebene um die Stadt den Namen übernommen haben. Die gesamte dicht besiedelte Ebene in der Umgebung der Stadt ist praktisch vollständig entweder in landwirtschaftliche Flächen umgewandelt oder mit Dörfern oder Einzelgehöften überbaut. Es gedeihen Obstbäume, vor allem Aprikosen und Pfirsiche, Weintrauben, Gemüse und Tabak. Im Osten geht die Araratebene in niedrige Hügel über, die Ausläufer der bis zu 3597 Meter hohen Geghama-Bergkette (Geghama lehr) sind. Auf den Hügeln blieben Wälder erhalten, die als Chosrau-Nationalpark geschützt sind. Benannt sind sie nach dem arsakidischen Herrscher Chosrau II. Kodak (Chosrau II. der Kleine, reg. 330–338), der im Jahr 335 seine Hauptstadt vom antiken Artaschat weiter östlich nach Dvin verlegte, wo er ein Waldstück als königliches Jagdgebiet anlegen ließ.
Artaschat ist von Jerewan 29 Kilometer auf der in den Süden des Landes führenden, in diesem Bereich zur Autobahn ausgebauten M2 entfernt. Die einzige Stadt auf halbem Weg ist Masis (14 Kilometer nördlich Artaschat). Die nächste Stadt im Süden, Ararat, ist auf der M2 elf Kilometer entfernt. Das Stadtzentrum liegt einen knappen Kilometer östlich der Autobahnausfahrt an der Parallelstraße H8. Von Schahumian, dem südlichen Nachbarort von Artaschat, reihen sich entlang dieser Parallelstraße nach Norden Dörfer bis Marmaraschen auf der Höhe der Autobahnausfahrt nach Masis, die nahezu vollständig zusammengewachsen sind. Die ersten beiden Dörfer nördlich an dieser Kette sind Mrgavan und Berkanusch. In Berkanusch zweigt eine Nebenstraße (H9) nach Osten zur Ausgrabungsstätte von Dvin ab. Verin Artaschat (4462 Einwohner) heißt ein an Dvin angrenzendes Dorf. Manche Dörfer waren bis zu ihrer Zwangsumsiedlung um 1950 während der sowjetischen Herrschaft von Aserbaidschanern bewohnt. Danach wurden sie von Armeniern übernommen.
Die Stadt hat einen Bahnhof an der 1908 eröffneten Bahnstrecke Jerewan–Dscholfa. Im Personenverkehr fährt ein Zug pro Tag nach Jerewan und zurück.

## Stadtbild

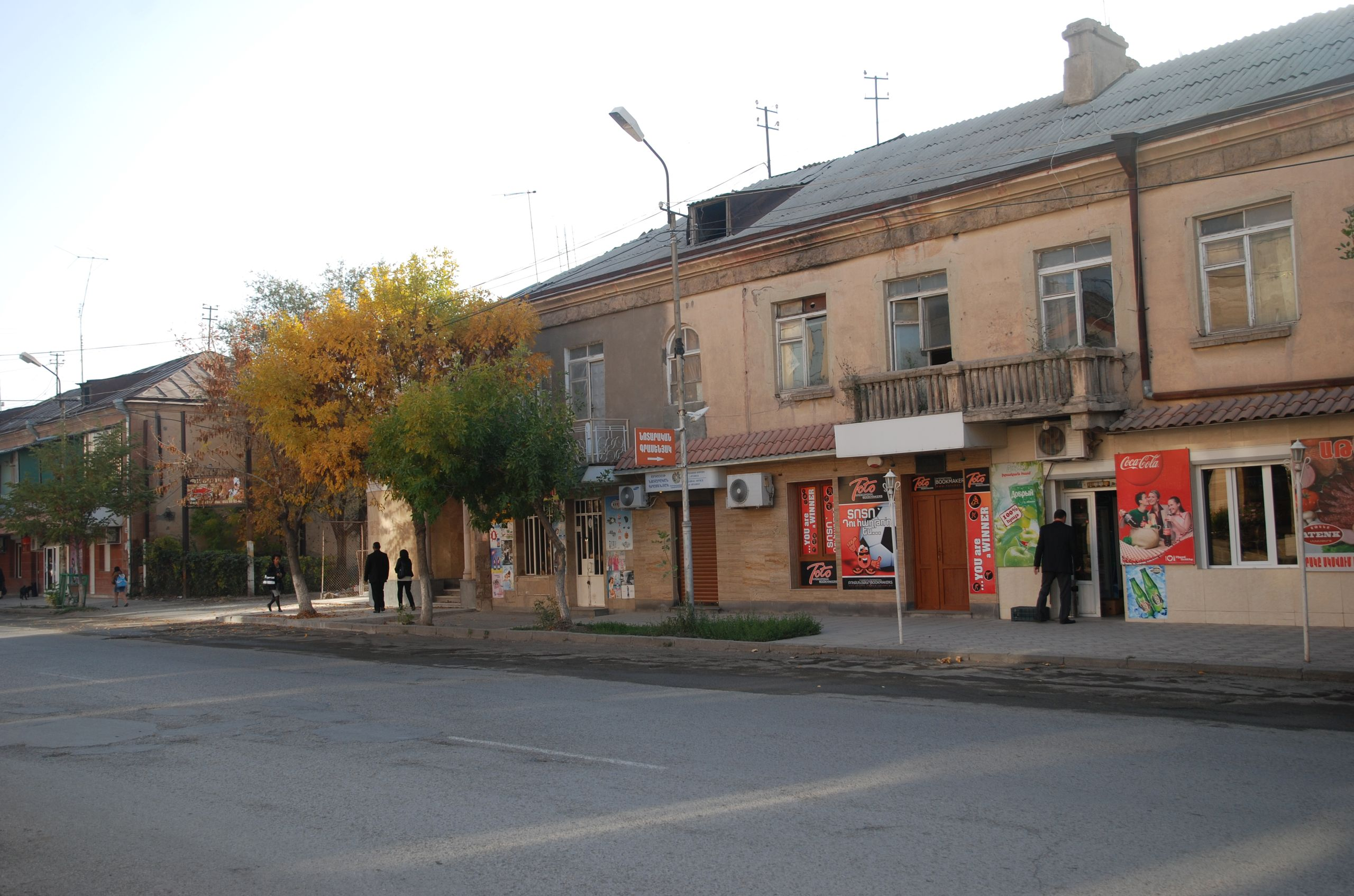
Nach Nordosten führende Geschäftsstraße im Zentrum

Nach dem letzten Russisch-Persischen Krieg 1826–1828, der um die armenischen Gebiete geführt wurde und der mit einer persischen Niederlage endete, mussten Armenier und Assyrer aus dem Iran fliehen. An der Stelle eines älteren Dorfes gründeten einige von ihnen um 1828 eine Siedlung. Die heutige Stadt ist das Ergebnis einer Planung aus der sowjetischen Zeit. Im Januar 2008 lebten nach der amtlichen Statistik 25.308 Einwohner in Artaschat.
Die zentrale Achse quer durch die Stadt ist die H8. Sie bildet auf etwa einem halben Kilometer Länge die Hauptgeschäftsstraße mit meist kleinen Lebensmittelläden in zweigeschossigen Häusern. An den zentralen Platz mit Verwaltungsgebäuden und einem großen Hotel ist ein mit Bäumen bestandener Park angegliedert, der 2004 eingerichtet wurde. Die vier- bis fünfgeschossigen Wohnblocks im Stadtzentrum weichen abseits der Hauptstraßen ländlichen Siedlungsformen mit Einfamilienhäusern und Hausgärten. Im Bereich zwischen der H8 und der Autobahn haben sich außerhalb des Zentrums einige Industriebetriebe niedergelassen, unter anderem eine Porzellanfabrik, die Fliesen herstellt. In der Stadt oder in der Nähe verarbeiten einige Betriebe die auf den umliegenden Feldern angebauten Trauben zu Wein und Brandy (Wein: Artashat Winery, Weinbrand: Proshyan Brandy Factory, Wein und Weinbrand: Great Valley). Es gibt eine Universität, eine Musikschule, ein Kulturzentrum und ein Theater.

## Galerie

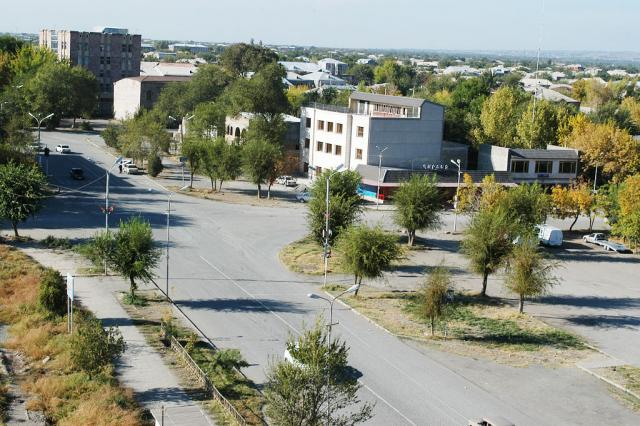
Stadtansicht, 2008
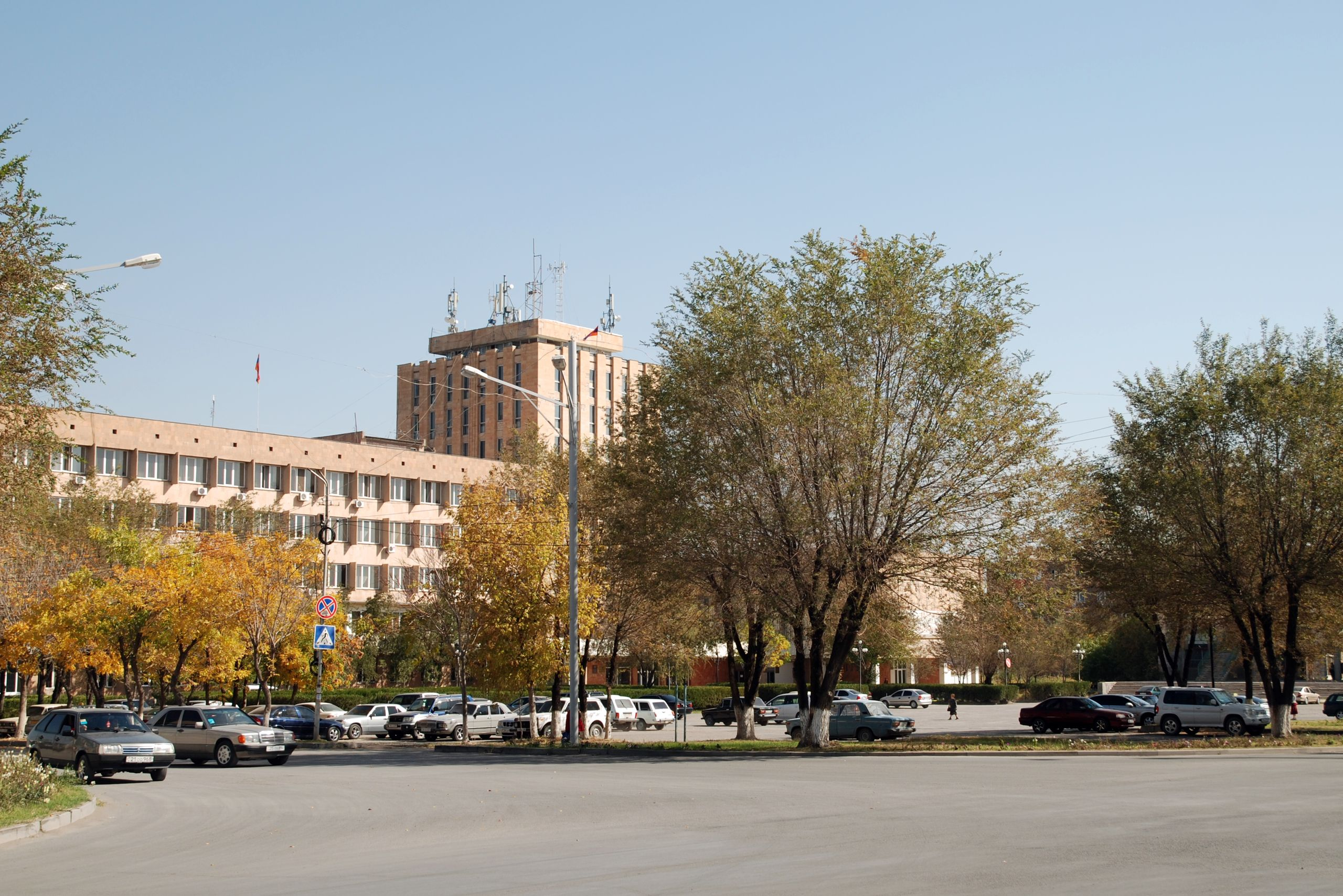
Zentraler Platz mit Verwaltungsgebäuden, 2013
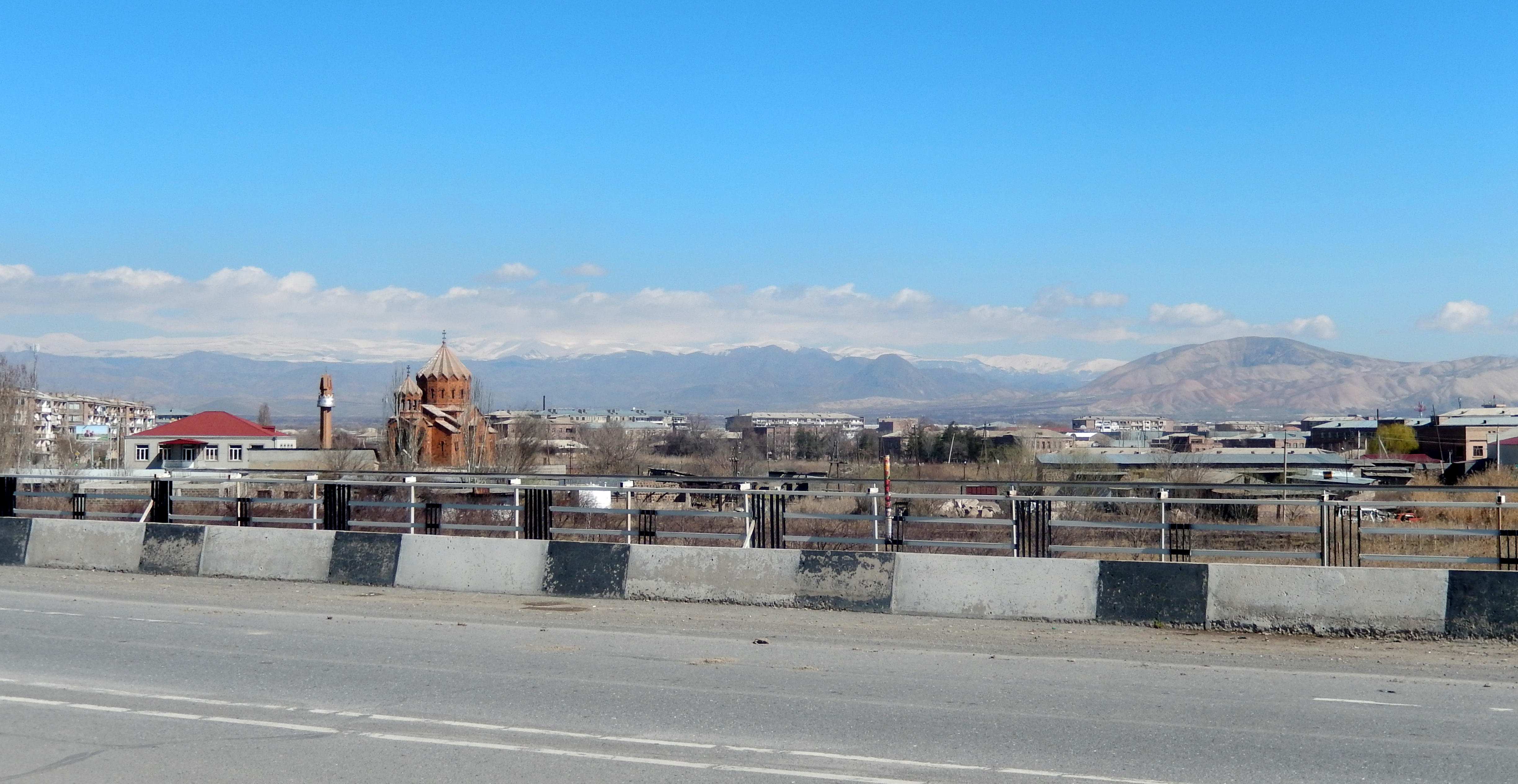
Blick auf Artaschat von der Autobahn aus, 2016
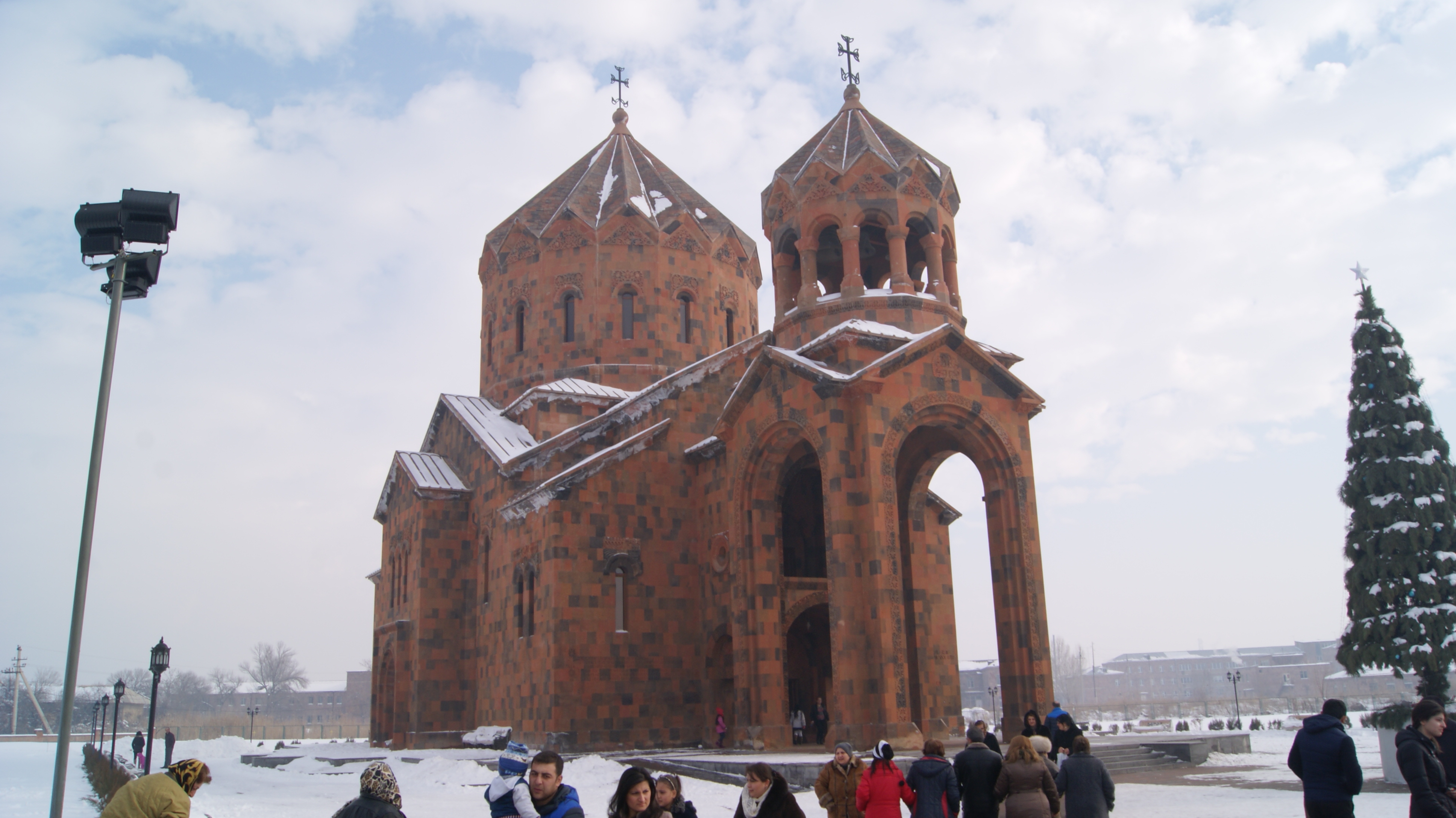
Kirche "Johannes der Täufer", 2016
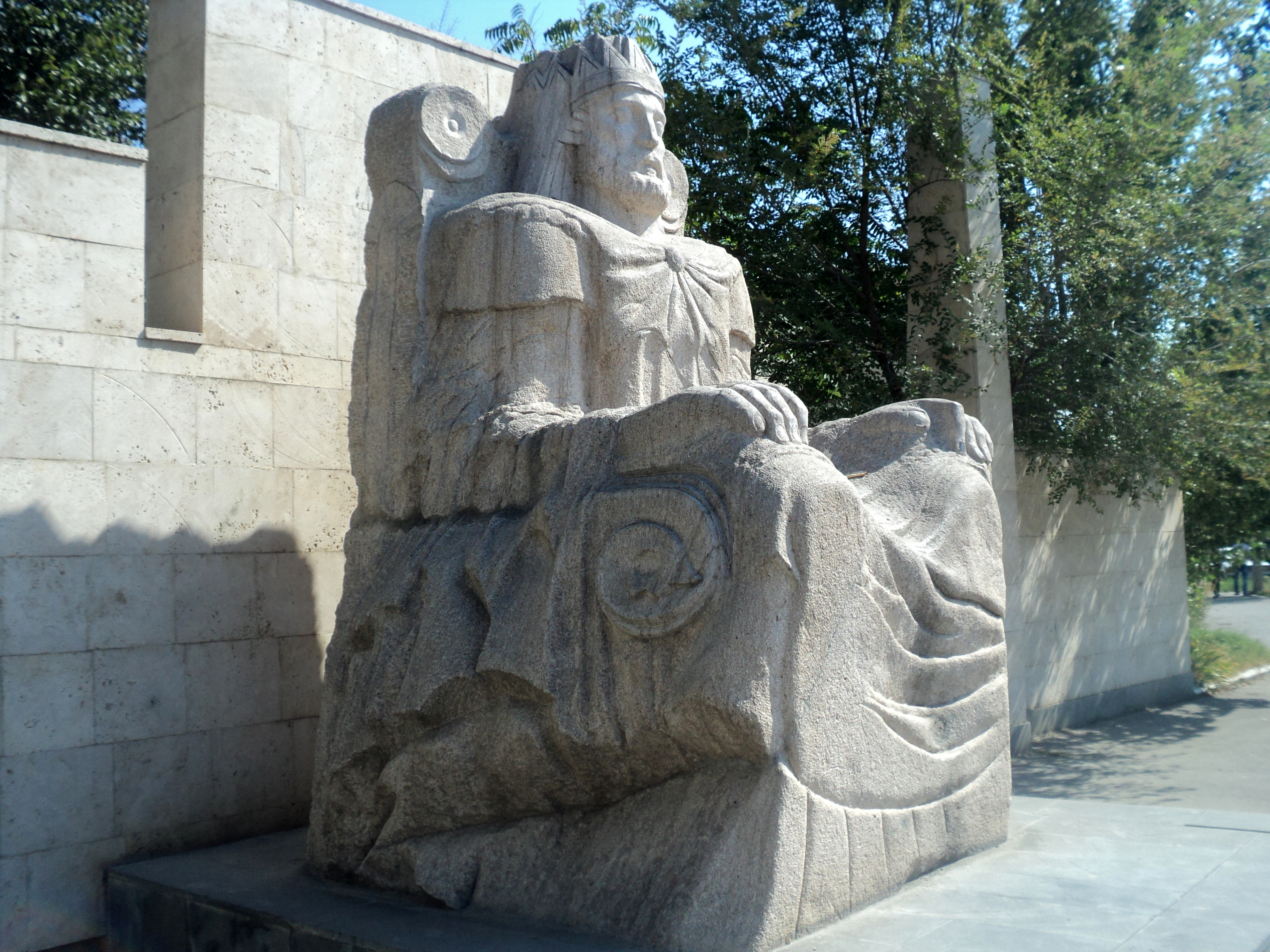
Statue von König Tigranes dem Großen, 2013
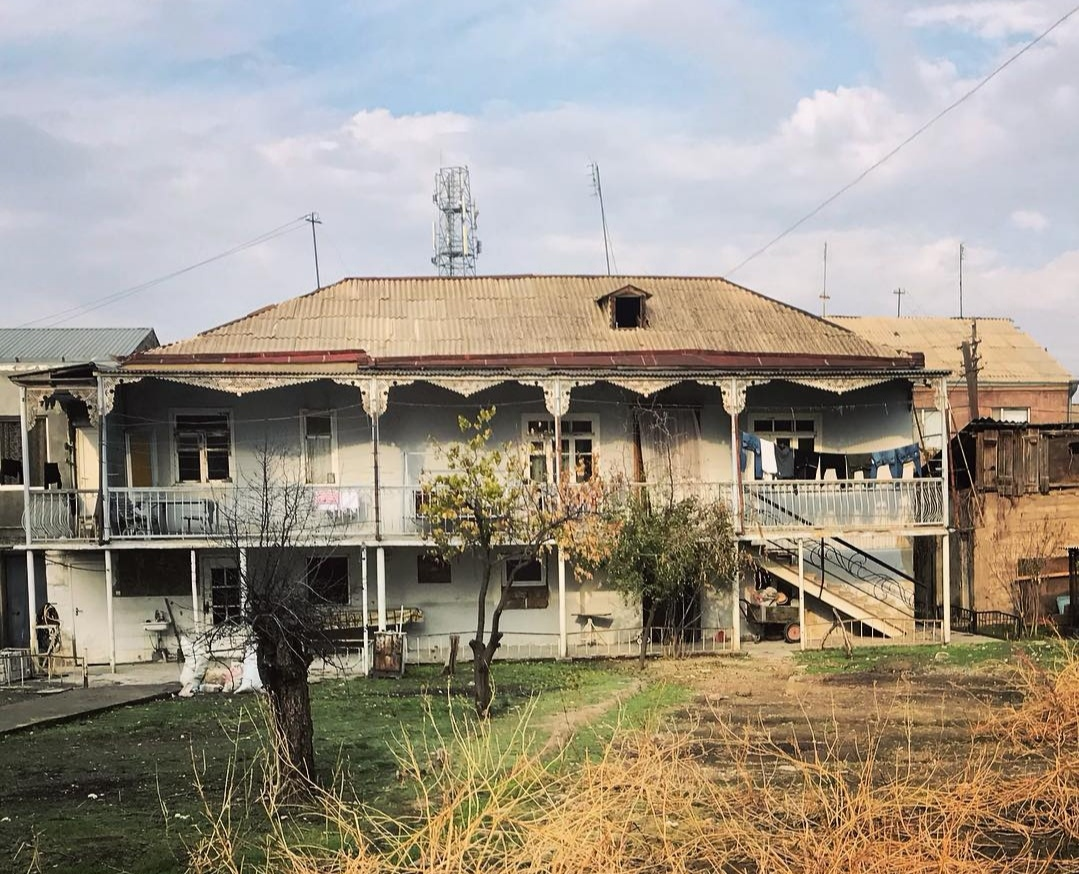
Wohnhaus in traditioneller Bauweise, 2020
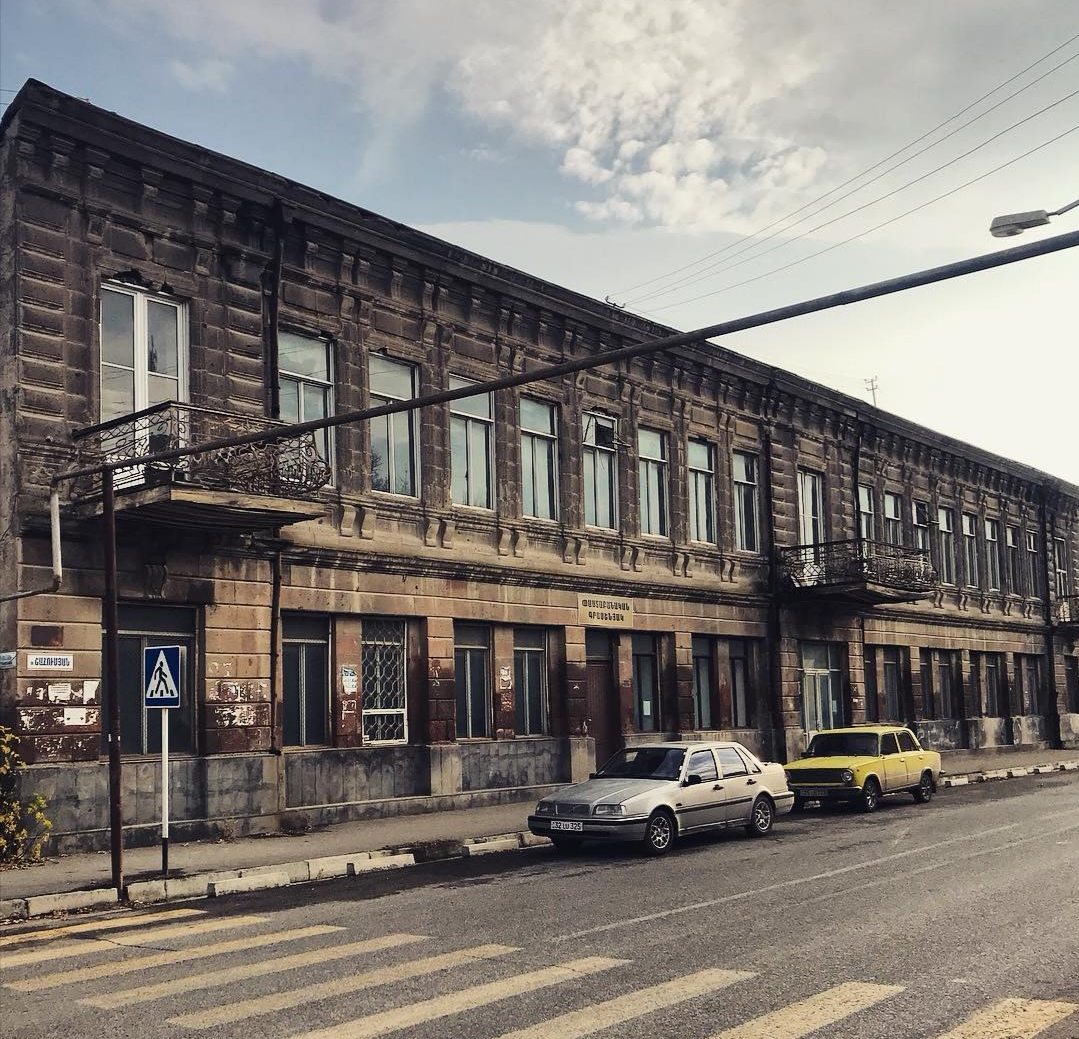
Verwaltungsgebäude, 2020
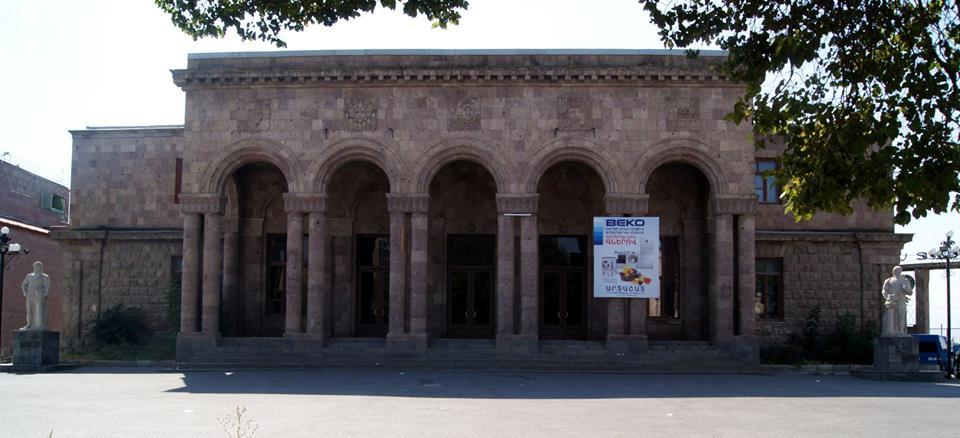
Amo Charasjan-Theater, 2014

## Söhne und Töchter der Stadt
- Sergo Karapetjan (1948–2021), armenischer Landwirtschaftsminister
- Waruschan Jepremjan (* 1959), armenischer Maler
- Arajik Geworgjan (* 1973), armenischer Ringer
- Gegham Kadimjan (* 1992), armenischer Fußballer
- Haik Martirosjan (* 2000), armenischer Schachspieler